# Skärgårdsredarna

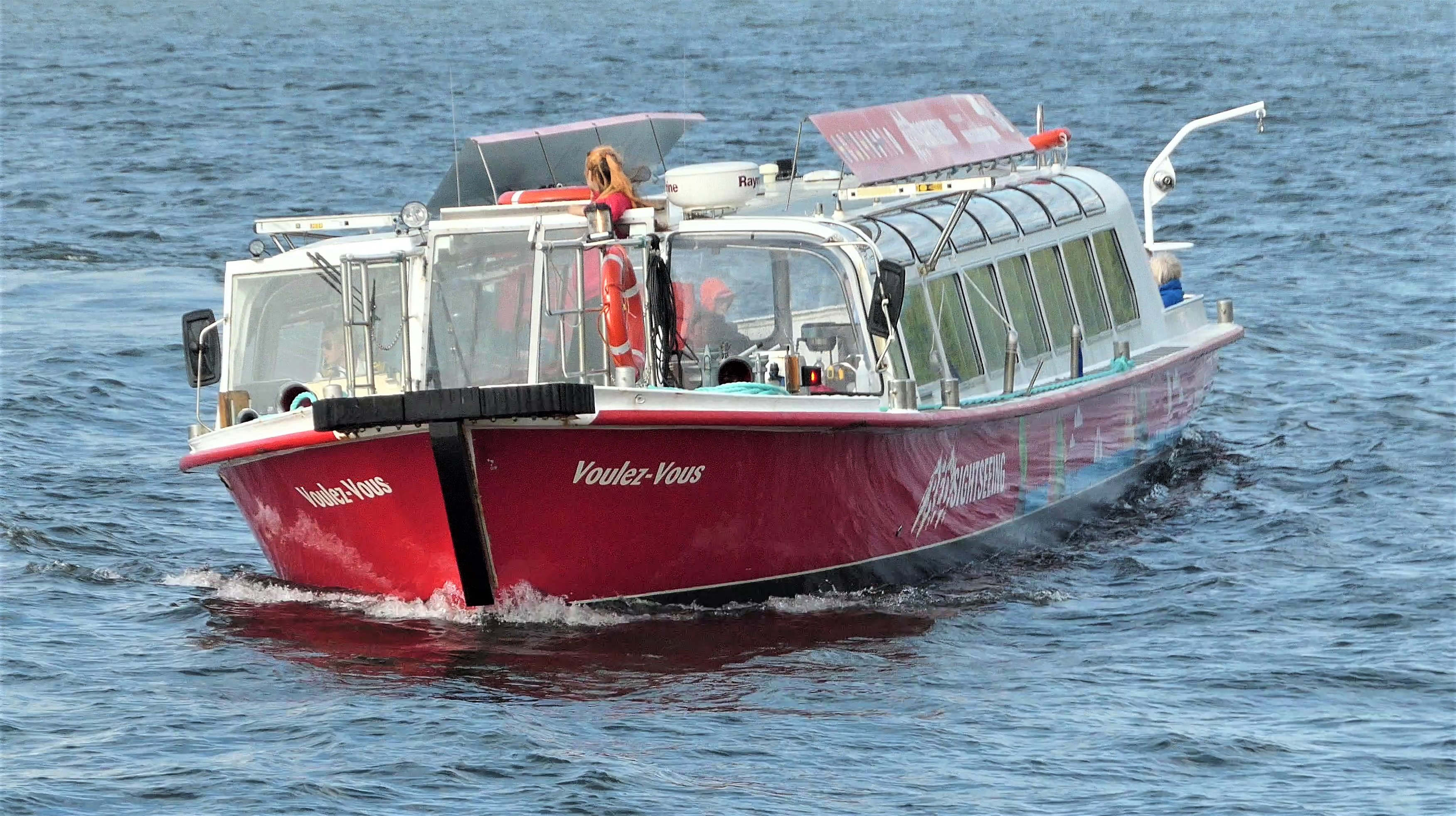
Skärgårdsrederiernas fartyg M/S Voulez Vous anlöper Masthamnen i Stockholm, 2022.

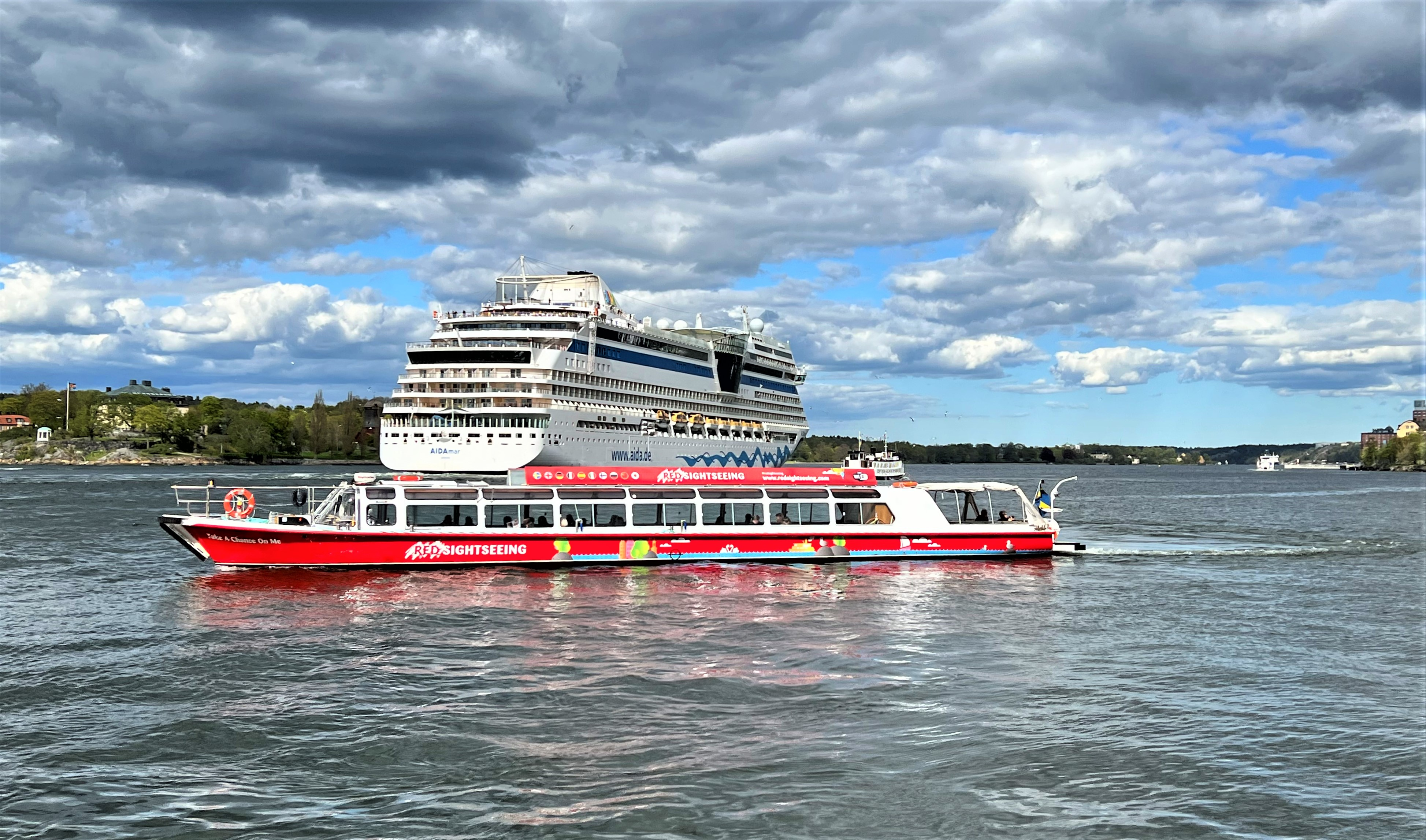
Skärgårdsrederiernas fartyg M/S Take A Chance On Me passerar Masthamnen i Stockholm, 2022. I bakgrunden AIDA Cruises fartyg AIDAmar.

Skärgårdsredarna är en svensk partipolitiskt obunden branschorganisation för rederier med färjor, bland andra Trafikverket Färjerederiet, och passagerarfartyg med upp till 500 passagerare i inrikes sjöfart, bland andra Skärgårdsrederiet Sweden AB. Organisationen bildades 1988 i Tällberg som SWEREF – Sveriges redareförening för mindre passagerarfartyg.
Medlemsrederierna ägs privat eller offentligt och svarar för nästan all fartygsbaserad kollektivtrafik-, vägfärje- och turisttrafik i Sverige. En stor del, cirka 75 procent av persontransporterna på vatten, utgörs av offentligt finansierad eller delvis subventionerad kollektivtrafik. 
Medlemsfartygen finns över hela landet från Saltoluokta i norr till Simrishamn i söder, på insjöar, kanaler och längs kusterna. Fartygen är en viktig del av den svenska infrastrukturen. 
Skärgårdsredarna har cirka 130 medlemsrederier med sammanlagt 350 fartyg som årligen transporterar mer än 35 miljoner passagerare och över 12 miljoner fordon.
Föreningens ändamål är att företräda medlemmarnas gemensamma intressen gentemot myndigheter, att verka för att rimlig hänsyn tas till de mindre passagerarfartygens situation och förutsättningar samt att främja medlemmarnas intresse av gemensamt erfarenhetsutbyte.
Föreningen är remissinstans för myndigheter (Transportstyrelsen, Trafikverket, Sjöfartsverket med flera) och departementen i frågor som rör sjöfart, kollektivtrafik och turism.
Föreningen ger ut tidningen Skärgårdsredaren fyra gånger om året samt Skärgårdsredarnas illustrerade Skeppslista en gång per år.
Skärgårdsredarna är medlemmar i nätverket Maritimt forum.